# Haddas
Der Haddas (auch Hadas) ist ein periodischer Fluss in Eritrea in der Region Semienawi Kayih Bahri.  

## Geographie
Der Haddas entspringt in den Bergen südlich der Stadt Adi Keyh in der Region Debub. Er fließt nach Norden und vereinigt sich in der Melkaebene mit dem Aligide. Kurz danach münden die Flüsse Saato und Comaile. Der Haddas mündet schließlich in einem kleinen Delta nahe der Ortschaft Zula in den Golf von Zula, der Teil des Roten Meeres ist.

## Hydrologie
Der Fluss fließt nur wenige Monate im Jahr. Nur während der Regenzeit in den Sommermonaten Juli bis August führt er regelmäßig Wasser.

## Geschichte
Es gibt Vermutungen, dass es sich bei den Ruinen am Haddas um die antike Handelsstadt Adulis handelt.